# John Ericsson
John Ericsson (ur. 31 lipca 1803 w Långbanshyttan, Värmland, zm. 8 marca 1889 w Nowym Jorku) – szwedzki inżynier i wynalazca. Pracował w Anglii i USA.
Ericsson współpracował przy projektowaniu parowozu „Novelty”, który brał udział w Rainhill Trials na Liverpool and Manchester Railway, które wygrał „Rocket” George'a Stephensona (1781–1848). Później w 1836 opatentował śrubę okrętową, która zastąpiła dotychczas używane koło łopatkowe. Zaprojektował pierwszą śrubową fregatę parową USS „Princeton” dla Marynarki Wojennej Stanów Zjednoczonych we współpracy z kapitanem (późniejszym komandorem) Robertem F. Stocktonem (1795–1866), który niesłusznie obwinił go o tragiczny wypadek tego nowego statku. Nowa współpraca z Corneliusem H. DeLamaterem (1821–1889) z DeLamater Iron Works w Nowym Jorku zaowocowała powstaniem pierwszego opancerzonego okrętu wojennego wyposażonego w obrotową wieżę działową, USS „Monitor”, który uratował amerykańską eskadrę blokującą przed zniszczeniem przez okręt wojenny Konfederatów, CSS „Virginia”, podczas słynnej bitwy pod portem Hampton Roads u południowego ujścia Zatoki Chesapeake (u zbiegu rzek James i Elizabeth) w marcu 1862 roku, podczas wojny secesyjnej (1861–1865).
Stosowanie śruby okrętowej w znacznym stopniu zwiększyło wydajność statków parowych, co w dużej mierze wpłynęło na ich rozpowszechnienie.